# Flavarchaea badja
Flavarchaea badja är en spindelart som beskrevs av Rix 2006. Flavarchaea badja ingår i släktet Flavarchaea och familjen Pararchaeidae. Inga underarter finns listade i Catalogue of Life.